# Traanplaat

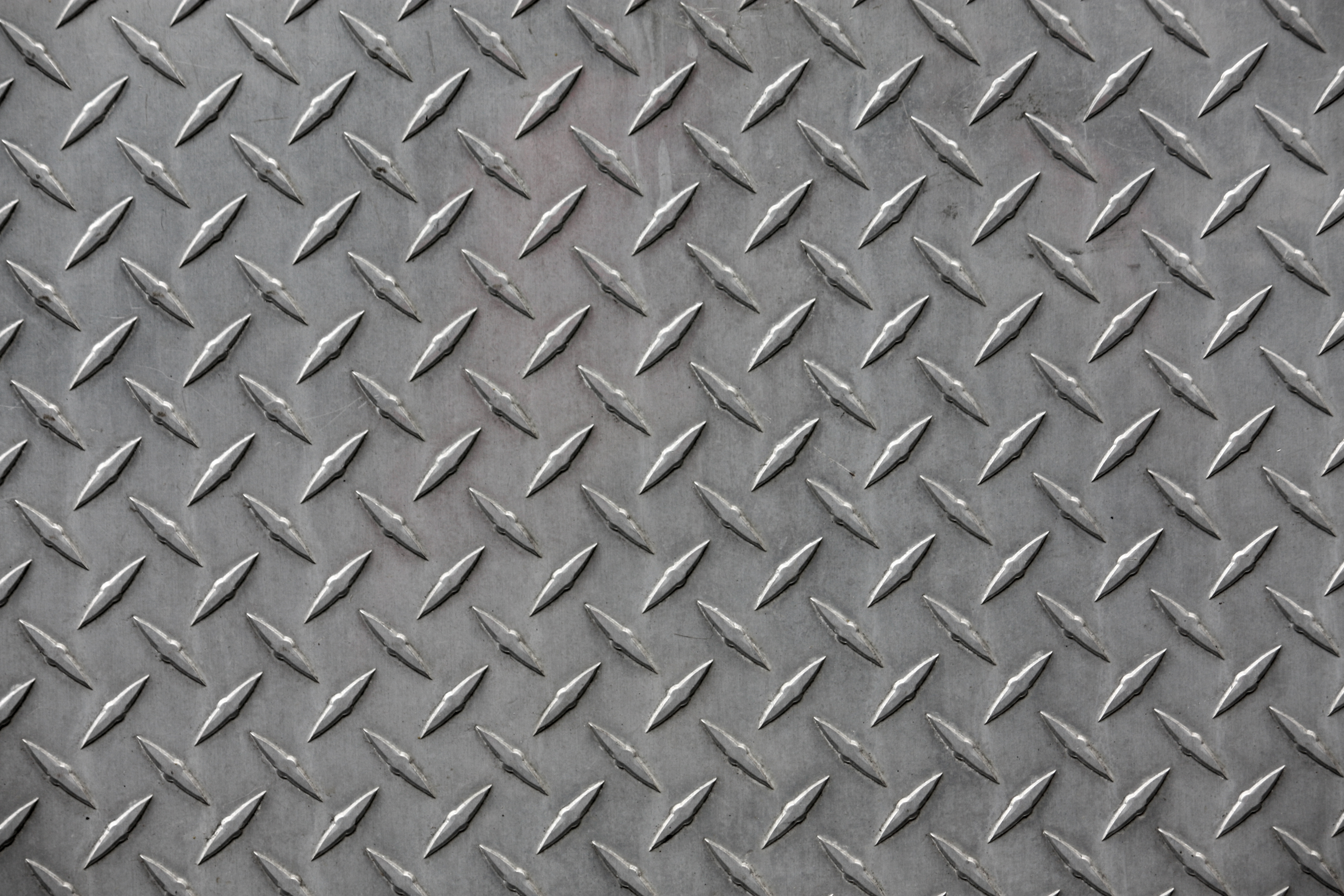
Deel van een traanplaat

Een traanplaat of tranenplaat is een plaat waarin druppelvormige uitstulpinkjes zijn gewalst. Ze worden vaak ten onrechte gezien als antislip en worden daarom vaak gebruikt om een veilig loopoppervlak te creëren, onder andere op plekken waar het glad kan zijn (bijvoorbeeld op trappen).
De structuur van het oppervlak geeft in droge omstandigheden genoeg wrijving om een anti slip functie te vervullen, helaas verliest het ook zijn antislipeigenschappen als het nat is en wordt het extreem gevaarlijk. Natte traanplaat is in feite een groter valgevaar dan gladde plaat (metalen platen zonder de reliëf diamantpatronen). Wrijving wordt gegenereerd door het aantal contactpunten tussen twee oppervlakken, en diamantplaat vermindert feitelijk het aantal contacten tussen schoen en vloer. Water en vet nemen alle contactpunten weg, waardoor het valrisico dramatisch toeneemt. 
Traanplaten zijn meestal van aluminium of staal gemaakt en kunnen bijvoorbeeld gebruikt worden als (deur)mat of als vloer voor in een boot, maar ook wel als versierend wandelement.